# Kloster Birklingen
Das Kloster Birklingen ist ein ehemaliges Kloster der Augustiner-Chorherren im Iphöfer Ortsteil Birklingen in der Diözese Bamberg.

## Geschichte

### Gründung und Neugründung (bis 1459)

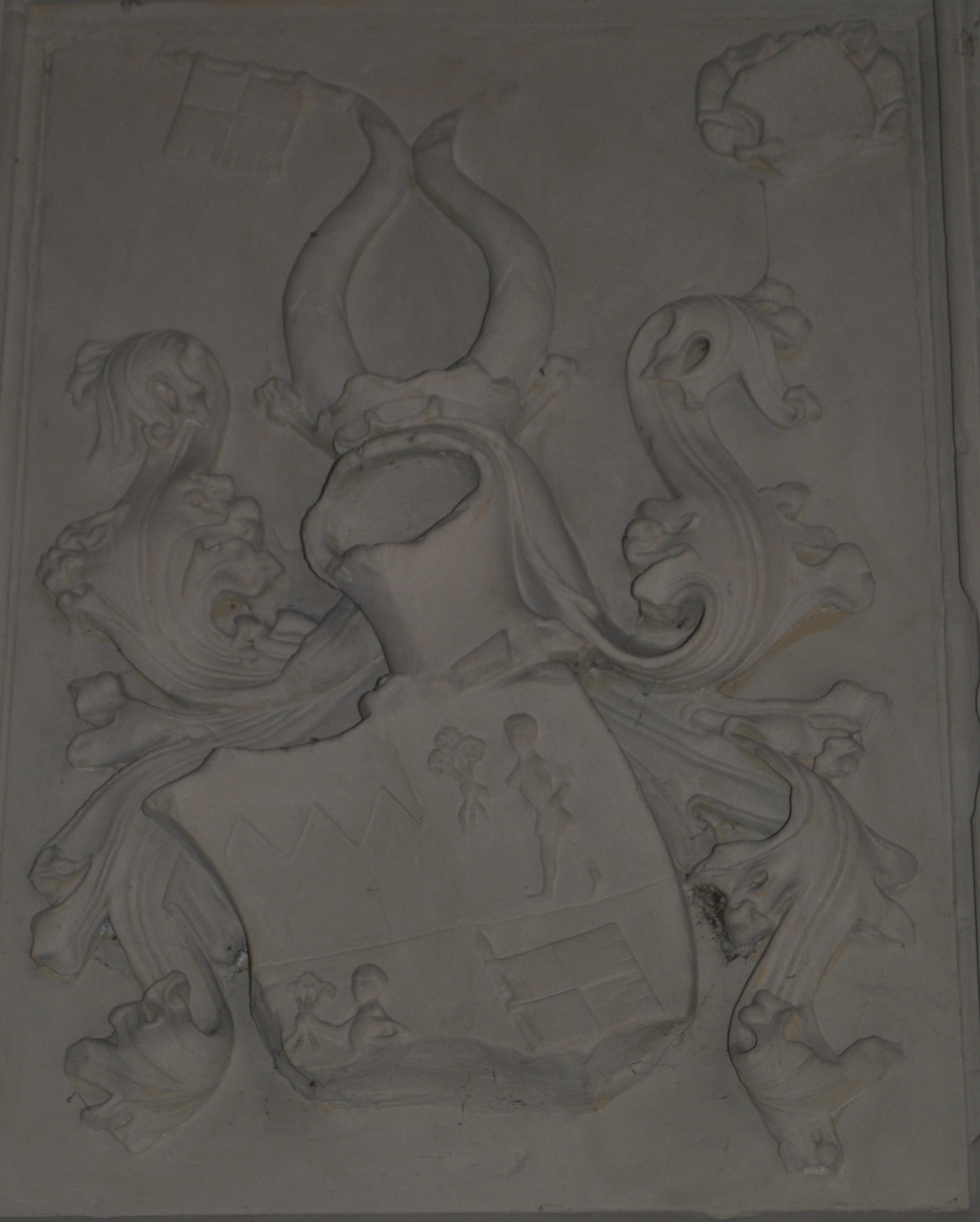
Das Wappen Bischofs Johann von Grumbach in der heutigen Birklinger Kirche weist auf das Kloster hin

Die Vorgeschichte des Klosters wird im Werk des Abtes Johannes Trithemius erstmals erwähnt. Der Geistliche beschreibt, dass ein Marienbild auf der Gemarkung von Birklingen im Wald gefunden wurde. Es wurde in die kleine Kapelle im Ort gebracht und als Acheiropoieton, als gottgeschaffenes Werk, verehrt.  Die Klosterchronik nennt diese Begebenheit nicht, sondern geht lediglich von einer Pietà, einer Figur der leidenden Maria, aus, die ab etwa 1455 in der Kapelle aufgestellt war und bald Wunder wirkte.
Der Strom der Pilger nahm zu und bereits im Jahr 1457 stiftete der Würzburger Bischof Johann III. von Grumbach einen Ablass für den Besuch der Kapelle. Die Einnahmen sollten für den Ausbau des Gotteshauses verwendet werden. Im gleichen Jahr förderte auch Bischof Isidor von Sabina die Wallfahrt durch einen Ablass. Bereits ein Jahr später, am 24. Mai 1458, konnte der Grundstein für das neue Gotteshaus mit der Benediktion durch Weihbischof Johannes Hutter gelegt werden.
Bischof Johann von Grumbach plante, im aufstrebenden Wallfahrtsort Birklingen ein Kloster zu errichten. Dazu berief er einige Augustiner-Chorherren aus den Stiften Triefenstein bei Marktheidenfeld und Heidenfeld bei Schweinfurt. Aus Letzterem stammte auch Balthasar Monachi, der von Bischof Johann und seinen Räten am 22. Februar 1459 als erster Rektor der Neugründung berufen wurde. Die Klosterchronik, wohl von  Balthasar verfasst, nennt die Bulle von Papst Pius II. vom 16. April 1459 als eigentliches Gründungsdatum.
Das Stift stieß jedoch bald an seine Grenzen, denn dem kleinen Konvent, der nur mit wenigen Gütern am Rande des Steigerwaldes ausgestattet war, fehlte der Nachwuchs. Aus den Chorherrenstiften der Umgebung wollte niemand mehr die Profeß auf Birklingen ablegen. Bischof Johann 1461 wandte sich an die reformierten Chorherren der Windesheimer Kongregation. Daraufhin schickte das reformierte Kloster Kirschgarten zu Worms am 16. April 1459 drei Priester und einen Diakon nach Franken.

### Etablierung der Chorherren (bis 1463)
Balthasar Monachi wurde abgesetzt und die fränkischen Mönche verließen Birklingen wieder. Monachi aber blieb und schloss sich der Windesheimer Kongregation an. Neuer Rektor wurde jedoch ein anderer, dessen Name in den Quellen allerdings nicht erwähnt wird. Das kleine Kloster unterstand weiterhin dem Prior von Kirschgarten; so trennte Berthold Scharn von Kirschgarten das Kloster Birklingen im März 1462 von der Iphöfer Martinspfarrei, als deren Filiale die Kapelle St. Maria immer noch galt.
Inzwischen hatte der sogenannte Bayerische Krieg zwischen Markgraf Albrecht Achilles und dem bayerischen Herzog Ludwig IX. auch das Hochstift Würzburg erreicht, in dem Birklingen lag. Der Markgraf hatte dem kleinen Konvent zwar einen Schutzbrief ausgestellt, dies hielt den markgräflichen Vogt Jörg von Gebsattel am 25. April 1462 jedoch nicht davon ab, von Uffenheim aus das Kloster zu überfallen und in Brand zu setzen. Die Mönche flohen ins nahe Iphofen, während die wichtigsten Klostergebäude glücklicherweise von den Flammen verschont wurden.
Erst im August 1462 konnten die Mönche ins Kloster zurückkehren und begannen schnell die verwüstete Anlage auszubessern. Am 29. September 1462 starb dann der erste, ungenannte Rektor der reformierten Chorherren. Zum Nachfolger wurde der Kleriker Johann von Offenburg berufen. In seiner Amtszeit erwarb das Kloster erstmals Güter und festigte seinen Besitz und Einfluss in der Region.
Am 24. April 1463 erhielt das Kloster hohen Besuch: Die Prioren Berthold von Kirschgarten, Heinrich von Höningen und Johannes von Rebdorf bestätigten dem Konvent die Eigenständigkeit in der Windesheimer Kongregation. Fortan konnten die Chorherren selbst einen Prior wählen. Sie bestätigten Johannes von Offenburg, den alten Rektor, im Amt. Dieser ließ am 7. Juli 1463 den Grundstein für ein neues Dormitorium auf dem Klostergelände setzen, schied jedoch noch im September desselben Jahres aus dem Amt.
Als seinen Nachfolger bestimmten die Mönche Johannes von Sonsbeck aus dem Mutterkloster Kirschgarten. Der erfahrene Theologe förderte die Bautätigkeit in Birklingen weiter und konnte am 18. September 1463 die Chorweihe der Klosterkirche vermelden. Am 24. Dezember 1463 wurde der erste Gottesdienst im neuen Kirchengebäude gefeiert. Die Festigung des Klosters führte auch zu einem raschen Anwachsen der Wallfahrt, die Pilger aus ganz Europa in den kleinen Ort brachte.

### Blütezeit der Wallfahrt (bis 1524)
Nach der Abberufung von Johannes von Sonsbeck in sein Heimatkloster, er wurde 1473 Prior in Kirschgarten, übernahm Petrus Megen aus Ochsenfurt den Klostervorstand. Megen trat bald, am 2. Juli 1474, zurück und machte so Prior Meffried Platz. Unter seiner Ägide kaufte das Kloster dem Iphöfer Spital das Dorf Birklingen ab und erwarb am 20. April 1476 die Pfarrei St. Martin in Iphofen. Meffried begann 1480 mit dem Ausbau des Dormitoriums und erhielt 1481 das Benefizium Heilig Grab in Iphofen für seinen Konvent.
Die folgenden Jahre können als kurze Blütezeit der Klostergründung bezeichnet werden. Neue Altäre wurden geweiht, die wiederum mehr Pilger nach Birklingen lockten. Im Jahr 1482 stand das ausgebaute Dormitorium, außerdem wurde ein Refektorium eingerichtet. Die Grafen von Castell begannen in dieser Zeit auch die Klosterkirche als Grablege für ihre Familie zu nutzen. 1479 kam der Leichnam Wilhelms II. in die Kirche.
Im Jahr 1500 war der Kreuzgang des Klosters vollendet, 1506 das Dachgewölbe fertiggestellt. Zuvor, 1501, war eine zweite Wallfahrt auf der Gemarkung Birklingens gegründet worden, die ein Vesperbild an der Birklinger Steige zum Ziel hatte. Der Würzburger Bischof Lorenz von Bibra löste diese Konkurrenz jedoch bald auf. Die wachsende Bedeutung Birklingens wurde auch durch die Berufung Meffrieds zum Visitator von Kloster Schamhaupten deutlich. Er starb am 2. Mai 1510.
Sein Nachfolger Ditterich konnte nicht denselben Einfluss wie sein Vorgänger aufbauen und beschränkte sich auf den Erhalt der Klostergüter. Aus dem Jahr 1512 ist ein Altar der heiligen Märtyrer überliefert, der in der Kirche seinen Platz gefunden hatte. Die Marienkirche besaß nun mehrere Flügelaltäre der sogenannten Nürnberger Malschule und war auch durch die vielen Reliquien überregional bekannt. Um 1520 entstand in Dettelbach der sogenannte Birklinger Hof. Die Mönche hatten zuvor einige Rechte in der Stadt erwerben können.

### Zerstörung und Auflösung (bis 1546)
Der Niedergang des Klosters begann unter Prior Michael Wisandt. Am 14. Februar 1524 plünderten Bürger der Stadt Iphofen den Weinkeller des Klosters in der Stadt. Ein Jahr später, im April 1525, wurde der Konvent erneut bedroht: Mittlerweile war der Deutsche Bauernkrieg ausgebrochen und ein Marktbibarter Fähnlein forderte die Chorherren auf, die Getreidevorräte der Landbevölkerung zu übergeben.
Am 18. April 1525 kam es zur Besetzung des Klosterhofes in Iphofen. Der Zorn auf die Mönche entlud sich am 3. Mai 1525, als Iphöfer Bürger die Klostergebäude mit der Marienkirche niederbrannten. Zuvor war die reiche Ausstattung des Gotteshauses unter den Aufständischen verteilt worden. Obwohl die Erhebung noch im Juni 1525 beendet werden konnte, war das Kloster so zerstört, dass die mittlerweile in Iphofen untergekommenen Mönche erwogen, das Kloster aufzulösen.
Am 9. Januar 1526 übergab Prior Michael alle Güter von Birklingen an Bischof Konrad II. von Thüngen und erhielt für sich und seinen Konvent eine Pension von jährlich 583 Gulden. Eine Bulle von Papst Clemens VII. löste den Vertrag zwischen Kloster und Bischof auf und forderte die Einsetzung einer Visitation für alle fränkischen Klöster. Diese begann 1527 und brachte den Chorherren zunächst ihre Selbstverwaltung zurück.
Prior Michael wurde von den Visitatoren wegen seines fortgeschrittenen Alters abgesetzt und Hieronymus Roeß zu seinem Nachfolger ernannt. Roeß musste dem Würzburger Bischof jährlich Rechenschaft ablegen. Die Visitatoren planten die Wiederaufnahme der Wallfahrtsgottesdienste und appellierten deshalb an die entwichenen Mönche, ins Kloster zurückzukehren. Bald wurden die Ordenskleidung und die Klausur wieder eingeführt.
Trotz dieses bescheidenen Neuanfangs zog Bischof Konrad im Jahr 1542 das Klostervermögen ein und ließ am 22. Februar 1546 den Haushalt auflösen. Damit endete die Geschichte des Stiftes Birklingen. Gründe für die Erfolglosigkeit des Neuanfangs waren die umfassenden Zerstörungen des Klosters, das fehlende Personal für den Wiederaufbau und die gründliche Entzweiung, die der Bauernkrieg zwischen den Mönchen und ihren bäuerlichen Untertanen ausgelöst hatte.

## Rektoren und Prioren
Zunächst übernahm mit Balthasar Monachi ein Rektor aus den Augustinerchorherrenstiften Heidenfeld das neugegründete Kloster. Ab 1461 übernahmen Chorherren aus Kirschgarten bei Worms die Leitung der neuen Niederlassung. Erst 1463 erhielt das Kloster das Recht einen eigenen Prior als Klostervorsteher zu wählen. Insgesamt standen dem Kloster Birklingen in der kurzen Zeit seines Bestehens sieben Prioren vor.
| Name                  | Amt           | Amtszeit        | Lebensdaten                                                                                           |
| --------------------- | ------------- | --------------- | --- |
| Balthasar Monachi     | Rektor        | 1459–1461       | * um 1423 in Volkach, 1459 erster Rektor aus dem Kloster Heidenfeld; † 3. Mai nach 1500 in Birklingen |
| N.N.                  | Rektor        | 1461–1462       | Name des Rektors unklar; † 29. September 1462                                                         |
| Johann von Offenburg  | Rektor, Prior | 1462–1463, 1463 | Resignation 11. September 1463                                                                        |
| Johannes von Sonsbeck | Prior         | 1463–1473       | ab 1473 Prior von Kirschgarten; † 1482                                                                |
| Petrus Megen          | Prior         | 1473–1474       | * in Ochsenfurt, Wahl vor 16. Dezember 1473, Resignation 2. Juli 1474                                 |
| Meffried              | Prior         | 1474–1510       | * in Waffenacht, Diözese Trier; † 2. Mai 1510                                                         |
| Ditterich             | Prior         | 1510–1519       | Wahl 16. Juli 1510, Todesjahr unklar                                                                  |
| Michael Wisandt       | Prior         | 1519–1527       | ab 1525 im Birklinger Hof in Iphofen, Amtsenthebung 29. Oktober 1527                                  |
| Hieronymus Roeß       | Prior         | 1527–1546       | 22. Februar 1546 Klosterauflösung                                                                     |

## Grablege der gräflichen Familie Castell
Die Kirche war im 15. Jahrhundert zeitweise die Grablege der gräflichen Familie zu Castell. Allerdings fanden dort wohl lediglich sechs Angehörige der Familie ihre letzte Ruhe. Nach der Zerstörung des Klosters im Jahr 1525 ließ Graf Wolfgang I. zu Castell die Gebeine seiner Vorfahren nach Castell in die Johanneskirche beziehungsweise nach Ebrach in die Klosterkirche überführen (siehe auch Grablege der gräflichen Familie Castell in Castell, Grablege der gräflichen Familie Castell in Rüdenhausen und Grablege der gräflichen Familie Castell im Kloster Vogelsburg).
| Name                                   | Lebensdaten  | Anmerkungen                          |
| -------------------------------------- | ------------ | ------------------------------------ |
| Anna Gräfin und Frau zu Castell        | † 1498       | geborene Gräfin von Helfenstein      |
| Wilhelm II. Graf und Herr zu Castell   | 1415–1479    |                                      |
| Friedrich IV. Graf und Herr zu Castell | um 1435–1498 |                                      |
| Georg I. Graf und Herr zu Castell      | 1467–1506    | erstgeborener Sohn von Friedrich IV. |
| Elisabeth Gräfin und Frau zu Castell   | † 1512       | geborene Gräfin von Reitzenstein     |
| Leonhard II. Graf und Herr zu Castell  | unklar       | erstgeborener Sohn des Wilhelm II.   |